# Гурьянова, Нина Альбертовна
Ни́на Альбе́ртовна Гурья́нова (англ. Nina Gurianova, также Nina Gourianova; р. 23 июля 1963 года) — советский, российский и американский искусствовед. Исследовательница русского авангарда, специалист по Ольге Розановой и раннему русскому авангарду.

## Биография
Кандидат искусствоведения (1992); тема диссертации: «Творчество О. В. Розановой и проблемы развития русского художественного авангарда 1910-х годов». Доктор философии Колумбийского университета.
В 1998—2002 годах была стипендиатом Гарвардского общества стипендиатов. В 2003—2004 годах преподавала в Университете Колгейт. С 2004 года — преподаватель Северо-Западного университета. Читает лекции в университетах и музеях по всему миру.
Живёт в Эванстоне.

### Семья
- Мать — Алевтина Шехтер (урождённая Гурьянова)[1][2].